# Fulltime Killer
Fulltime Killer (en xinès, 全職殺手 Chuen jik sat sau) és una pel·lícula d'acció de Hong Kong de 2001 produïda i dirigida per Johnnie To, i també escrita, produïda i dirigida per Wai Ka-fai, i també produïda i protagonitzada per Andy Lau. La pel·lícula es va estrenar el 3 d'agost de 2001.
La pel·lícula està basada en la novel·la homònima de Pang Ho-cheung.

## Argument
Basat en un llibre del cineasta de Hong Kong Pang Ho-cheung, el protagonista de Fulltime Killer, O, és un sicari desafiat pel nou protagonista Lok Tok-wah. O ha viscut una vida de reclusió com el sicari número u a Àsia. La dona que viu a la seva adreça de contacte és capturada després que O frustra una instal·lació del seu cap. Aleshores marxa a la carrera mentre intenta defensar-se del seu oponent. L'última part de la pel·lícula se centra en l'intent d'un detectiu de la Interpol d'escriure la història de Tok i O.

## Final alternatiu
La pel·lícula té dos finals. El normal que va aparèixer als cinemes i el final especial per a Malàisia on O i Chin acaben sent atrapats per la policia. Se suposa que això es va fer segons una sol·licitud especial per demostrar que "El criminal sempre paga".

## Repartiment
- Andy Lau com a Lok Tok-wah
- Takashi Sorimachi com a O
- Simon Yam com Albert Lee
- Kelly Lin com a Sra Chin
- Cherrie Ying com a Gigi
- Lam Suet com a Fat Ice
- Rocky Lai com a matón calb
- Liu Chun-hung com a home a la presó de Bangkok
- Teddy Li com a C7
- Ernest Mauser com a Sacerdot
- Wong Chi-wai com a Policia a Singapur
- Lam Chung-kei com a Policia

## Mitjans domèstics
El 29 de març de 2004, el DVD va ser llançat per Tartan Asia Extreme al Regne Unit a la Regió 2.

## Recepció
Fulltime Killer té una valoració del 56% a Rotten Tomatoes.